# Frickeberg
Frickeberg är ett berg i Antarktis. Det ligger i Östantarktis. Nya Zeeland gör anspråk på området. Toppen på Frickeberg är 2 495 meter över havet, eller 6 meter över den omgivande terrängen. Bredden vid basen är 0,21 km.
Terrängen runt Frickeberg är bergig åt sydost, men åt nordväst är den kuperad. Trakten är obefolkad. Det finns inga samhällen i närheten.